# Ulaşlı
Ulaşlı (eingedeutscht Ulaschli) ist ein Dorf im Rayon Qubadlı von Aserbaidschan.

## Geographische Lage und Geschichte
Ulaşlı liegt am Ufer des Flusses Bazarçay (armenisch Worotan), dem rechten Nebenfluss von Hakari.
Gemäß den statistischen Angaben der Zarenregierung über die Bevölkerungszahl von Transkaukasien aus dem Jahr 1886 lebten im Dorf 130 Eigentumsbauer, die alle Aserbaidschaner waren. Die Ortschaft gehörte zur Ujesd Sangesur, die wiederum Teil des Gouvernements Elisawetpol war.
Im Zuge des Ersten Bergkarabachkrieges (1992–1994) wurde das gesamte Gebiet des Rayon Qubadlı einschließlich Ulaşlı im August 1993 von armenischen Truppen besetzt. Die Bewohner mussten fliehen. Von da an wurde der Ort von der Republik Arzach als Teil derer Provinz Kaschatach verwaltet.
Am 9. November 2020, dem letzten Tag des Zweiten Bergkarabachkrieges erklärte Aserbaidschans Präsident Ilham Əliyev die Rückeroberung der Ortschaft durch aserbaidschanische Streitkräfte. Im April 2021 veröffentlichte das Verteidigungsministerium Aserbaidschans einen Videobeitrag über Ulaşlı, der das Dorf in Ruinen zeigt.